# Vladimir Davydov (1871-1906)
Pour les articles homonymes, voir Vladimir Davydov.
Vladimir Lvovitch Davydov est un militaire russe né le 28 novembre 1871 (10 décembre dans le calendrier grégorien) à Kamianka dans l'oblast de Tcherkassy et mort le 14 décembre 1906 (27 décembre dans le calendrier grégorien)  à Kline, près de Moscou. Il est le neveu de Piotr Ilitch Tchaïkovski qui l'appelait « Bob ». Bien qu'une affection liât les deux hommes, tous deux homosexuels, il n'existe pas de preuve que leur relation ait été autre que platonique.

## Biographie
Deuxième fils du prince Lev Davydov et d'Alexandra Tchaïkovsky, sœur du compositeur, Vladimir présente dans ses premières années des aptitudes pour le dessin et pour la musique, encouragé en cela par son oncle. Il fait ses études à Saint-Pétersbourg et se lance dans une carrière militaire.
Après que Tchaïkovski a perdu le soutien de Nadejda von Meck en 1890, il fait de Davydov son confident. Dans les dernières années de sa vie, il envisage même de retourner à Saint-Pétersbourg pour être plus proche de son neveu. « L'importance de Bob dans ma vie augmente... Le voir, l'entendre et le sentir près de moi devient il me semble une condition de mon bonheur ».
Nommé héritier des droits sur l'œuvre musicale de son oncle à sa mort en 1893, Vladimir démissionne de son poste de lieutenant en 1897 et aide Modeste, le frère cadet de Tchaïkovski, à créer un musée consacré au compositeur. Sujet à la dépression, il se tourne vers la morphine et d'autres drogues, avant de se suicider en 1906 à l'âge de 35 ans.
Tchaïkovski lui a dédié sa sixième symphonie dite « Pathétique », ainsi que l'Album pour enfants, op. 39.